# Lowdham
Lowdham är en ort och civil parish i Storbritannien.   Den ligger i grevskapet Nottinghamshire och riksdelen England, i den sydöstra delen av landet, 180 km norr om huvudstaden London. Lowdham ligger 25 meter över havet och antalet invånare är 2 136.
Terrängen runt Lowdham är platt. Runt Lowdham är det tätbefolkat, med 266 invånare per kvadratkilometer. Närmaste större samhälle är Nottingham, 11,7 km sydväst om Lowdham. Trakten runt Lowdham består till största delen av jordbruksmark.